# Omari Hardwick
 (mars 2017).
Si vous disposez d'ouvrages ou d'articles de référence ou si vous connaissez des sites web de qualité traitant du thème abordé ici, merci de compléter l'article en donnant les références utiles à sa vérifiabilité et en les liant à la section « Notes et références ».
Pour les articles homonymes, voir Hardwick.
Omari Hardwick, né le 9 janvier 1974 à Savannah, dans l'État de Géorgie, est un acteur américain.
Il est notamment connu pour ses rôles dans la série Power et le film Kick-Ass. Entre 2014 et 2020, il décroche le rôle principal de la série Power, créée par 50 Cent, dans laquelle il joue le rôle de James « Ghost » St. Patrick, un patron de boîte de nuit prospère et un baron de la drogue au service des riches et des puissants.

## Biographie
Omari Hardwick est le fils du procureur Clifford Hardwick IV et de Joyce Hardwick. Il grandit à Decatur, en Géorgie, état du Sud-Est des États-Unis. Il a deux frères, Jamil et Malik, et une sœur Shani.
Pour ses études secondaires, il se rend dans le lycée Marist à Atlanta et se distingue dans de nombreux sports, notamment le baseball, le basket-ball ainsi que le football américain, ce qui lui permet d'obtenir une bourse pour l'université de Géorgie. Bien qu'il soit une star sur le terrain, il se concentre sur la poésie et le théâtre et intègre la fraternité Alpha Phi Alpha.

## Carrière
Après l'obtention de son diplôme, Hardwick n'est pas sélectionné par la NFL. Il connaît alors des débuts délicats en tant qu'acteur, enchaînant des petits boulots afin de pouvoir se payer des cours d'interprétation. Il en vient à vivre dans sa voiture. C'est finalement en 2004 que cette période difficile se termine grâce à son rôle de Dante Ponce dans le film télévisé Sucker Free City (en) de Spike Lee. Il obtient ensuite en 2006 un rôle dans le film Coast Guards d'Andrew Davis et un rôle régulier dans la série Saved.
En 2010, Hardwick devient membre fondateur du Plan B Inc. Theatre Group et le cofondateur d'Actor's Lounge au théâtre Greenway de Los Angeles. Il fonde également la société de production Bravelife Films.
Il reçoit en 2011 sa meilleure critique pour son rôle de Troy dans I Will Follow, film indépendant réalisé en 2010 par Ava DuVernay.
En 2014, il interprète le rôle de James « Ghost » St. Patrick dans la série Power, lui permettant ainsi de propulser sa carrière. 

## Vie privée
Il épouse Jennifer Jae Pfautch à Kansas City en juin 2012. Ils ont deux enfants, Nova et Brave Hardwick.

## Filmographie

### Cinéma

#### Longs métrages
- 2001 : Circles de Jam Kaunda : Lameck
- 2005 : Beauty Shop de Bille Woodruff : Byron
- 2006 : Rédemption (Gridiron Gang) de Phil Joanou : Free
- 2006 : Coast Guards (The Guardian) d'Andrew Davis : Carl Billings
- 2006 : Speechless de William R. Bryan : Ku James
- 2008 : Miracle at Santa Anna (Miracle at St. Anna) de Spike Lee : le commandant Huggs
- 2008 : Linewatch de Kevin Bray : Drake
- 2009 : Next Day Air de Benny Boom : Sharoo
- 2010 : Kick-Ass de Matthew Vaughn : Marcus
- 2010 : L'Agence tous risques (The A-Team) de Joe Carnahan : Chop Shop J
- 2010 : Les Couleurs du destin (For Colored Girls) de Tyler Perry : Carl
- 2010 : Everyday Black Man de Carmen Madden : Malik
- 2010 : I Will Follow d'Ava DuVernay : Troy
- 2012 : Sparkle de Salim Akil : Levis
- 2012 : Middle of Nowhere d'Ava DuVernay : Derek
- 2013 : Things Never Said de Charles Murray : Curtis Jackson
- 2013 : The Last Letter de Paul D. Hannah : Michael Wright
- 2014 : Bad Luck (Reach Me) de John Herzfeld : Dominic
- 2014 : Lap Dance de Greg Carter : Dr Don Cook
- 2016 : Chapter & Verse de Jamal Joseph : Jomo
- 2017 : L'Exécuteur (Shot Caller) de Ric Roman Waugh : Kutcher
- 2018 : Sorry to Bother You de Boots Riley : M
- 2018 : Pas si folle (Nobody's Fool) de Tyler Perry : Frank
- 2018 : A Boy. A Girl. A Dream. de Qasim Basir : Cass
- 2019 : American Skin de Nate Parker : Omar 'Derwood' Scott
- 2019 : SGT. Will Gardner de Max Martini : Samuel 'Top' Gallegos
- 2020 : Spell de Mark Tonderai : Marquis T. Woods
- 2021 : Army of the Dead de Zack Snyder : Vanderohe
- 2023 : The Mother de Niki Caro
- 2025 : Star Trek: Section 31 d'Olatunde Osunsanmi : Alok

#### Courts métrages
- 2004 : Within the Wall de Paula M. Neiman : Saul
- 2004 : The Male Groupie de Christopher Scott Cherot : Act Shun
- 2013 : Kings & Beggars de Mo McRae : Noah (également scénariste)
- 2013 : Lu de Korstiaan Vandiver : Dr Harden

### Télévision

#### Séries télévisées
- 2005 : Preuve à l'appui (Crossing Jordan) : Ronald Pasco
- 2006 : Saved : John « Sack » Hallon
- 2008 : Les Experts : Miami (CSI : Miami) : Eddie Dashell
- 2009 : Lie to Me : Benny « B » Davis
- 2009 - 2010 : Dark Blue : Unité infiltrée (Dark Blue) : Ty Curtis
- 2010 : Chase : Chris Novak
- 2012 : Breakout Kings : Ronnie Markham
- 2013 - 2014 : Being Mary Jane : Andre Daniels
- 2014 - 2020 : Power : James « Ghost » St. Patrick
- 2022 : Son vrai visage (Pieces of Her) : Gordon Oliver

#### Téléfilms
- 2004 : Sucker Free City de Spike Lee : Dante Ponce
- 2008 : SIS : Unité d'élite (SIS) de John Herzfeld : Donovan Rivers
- 2013 : A Christmas Blessing de Russ Parr : Earl

## Distinctions

### Récompenses
- 2016 : NAMIC Vision Awards de la meilleure performance dans une série télévisée dramatique pour Power (2014-2020).
- 49e cérémonie des NAACP Image Awards 2018 : Meilleur acteur dans une série télévisée dramatique pour Power (2014-2020).
- 50e cérémonie des NAACP Image Awards 2019 : Meilleur acteur dans une série télévisée dramatique pour Power (2014-2020).
- 51e cérémonie des NAACP Image Awards 2020 : Meilleur acteur dans une série télévisée dramatique pour Power (2014-2020).

### Nominations
- 2016 : Black Reel Awards for Television du meilleur acteur dans une série télévisée dramatique pour Power (2014-2020).
- 17e cérémonie des BET Awards 2017 : Meilleur acteur dans une série télévisée dramatique pour Power (2014-2020).
- 48e cérémonie des NAACP Image Awards 2017 : Meilleur acteur dans une série télévisée dramatique pour Power (2014-2020).
- 2018 : Black Reel Awards for Television du meilleur acteur dans une série télévisée dramatique pour Power (2014-2020).
- 2018 : National Film and Television Awards du meilleur acteur dans une série télévisée dramatique pour Power (2014-2020).
- 2019 : National Film and Television Awards du meilleur acteur dans une série télévisée dramatique pour Power (2014-2020).